# Pigne de la Lé
Le Pigne de la Lé est un sommet des Alpes valaisannes culminant à 3 396 m d'altitude dans le canton du Valais en Suisse, entre le val d'Anniviers et le vallon de Moiry. Le Pigne de la Lé est un sommet très fréquenté à partir de la cabane de Moiry en raison de son accessibilité et du panorama offert par ce belvédère sur les 4 000 valaisans.

## Toponymie
Le « pigne » en patois valaisan fait référence au peigne alors que « Lé » renvoie à la dalle.

## Géographie

### Situation
Sur les versants du Pigne de la Lé se trouvent le glacier de Moiry (à l'ouest) du côté du val de Moiry et le glacier de Zinal (à l'est), du côté du val d'Anniviers. Un peu plus au nord, se trouvent le col du Pigne (3 141 m) et les aiguilles de la Lé (3 179 m) et un peu plus au sud son grand voisin, le Grand Cornier.

### Géologie
Comme les autres grands sommets environnants du val d'Anniviers (dent Blanche, Zinalrothorn, Weisshorn, Bishorn, les Diablons, etc.), le Pigne de la Lé est constitué de gneiss d'Arolla ayant l'aspect d'un granite plus ou moins schisteux de couleur vert tendre.

## Ascensions
- Traversée arête nord-nord-ouest et arête sud-ouest (PD).
- Versant nord (AD) : Mlle Yvonne Bars et Ignace Salamin le 28 juillet 1967.
- Arête nord-est (F).

## Accès
Le Pigne de la Lé est accessible au départ de la cabane du Petit Mountet et de la cabane de Moiry.